# Bulbophyllum simile
Bulbophyllum simile là một loài phong lan thuộc chi Bulbophyllum.